# Chemin du Passant
 (août 2021).
Si vous disposez d'ouvrages ou d'articles de référence ou si vous connaissez des sites web de qualité traitant du thème abordé ici, merci de compléter l'article en donnant les références utiles à sa vérifiabilité et en les liant à la section « Notes et références ».
Le chemin du Passant est un chemin et un petit pont se situant dans le village belge de Deulin dans la province de Luxembourg traversant l'Ourthe d'un bout à l'autre. Il relie le chemin de Hallage en direction de Grandhan en passant par Plain de Holset.

## Fonctions
Le chemin du Passant est une excellente petite piste cyclable et permet de passer l'Ourthe d'un bout à l'autre.
Il est le seul petit chemin et petit pont traversant l'Ourthe dans les alentours de Plain de Holset. Sinon, il faut employer d'autres voies de communications telle que les nationales N929, N833 et N898.